# Lijst van spelers van Eintracht Frankfurt
Deze lijst omvat voetballers die bij de Duitse voetbalclub Eintracht Frankfurt spelen of gespeeld hebben. De spelers zijn gerangschikt volgens alfabet.

## A
- Ernst Abbé (1966-1969)
- Dariusz Adamczuk (1992-1993)
- Halil Altıntop (2009-heden)
- Ioannis Amanatidis (2004-heden)
- Sascha Amstätter (1997-1999)
- Jørn Andersen (1988-1990, 1991-1994)
- Hans-Joachim (1973-1975)
- Michael Aničić (1992-1996)
- Holger Anthes (1981-1983)
- Wolfgang April (1984-1985)
- Friedhelm Aust (1971-1972)

## B
- Dirk Bakalorz (1988-1990)
- Ralf Balzis (1987-1989)
- Adolf Bechtold (1942-1963)
- Walter Bechtold (1962-1969)
- Fritz Becker (1904-1921)
- Karl Becker (1928-1945)
- Matthias Becker (1987-1997)
- Markus Beierle (2003-2005)
- Uwe Bein (1989-1994)
- Habib Bellaïd (2008-heden)
- Hermann-Dieter Bellut (1967-1970)
- Tommy Berntsen (2001-2002)
- Thomas Berthold (1978-1987)
- René Beuchel (1995-1997)
- Klaus Beverungen (1974-1977)
- Jarosław Biernat (1986-1989)
- Egon Bihn (1976-1978)
- Uwe Bindewald (1986-2005)
- Manfred Binz (1984-1996)
- Michael Blättel (1979- 1981)
- Peter Blusch (1964-1968)
- Kevin-Prince Boateng (2017-2018)
- Jörg Böhme (1995-1996)
- Rudolf Bommer (1992-1996)
- Ronald Borchers (1975-1984)
- Dirk Borkenhagen (1981-1986)
- Mourad Bounoua (1999)
- Hans-Peter Boy (1977-1987)
- Serge Branco (2000-2003)
- Ansgar Brinkmann (1997-1999)
- Siegfried Bronnert (1966-1968)
- Nathaniel Brown (2024-
- Erol Bulut (1992-1995, 1999-2001)
- Oliver Bunzenthal (1990-1997)
- Henning Bürger (2002-2004)

## C
- Caio (2008-heden)
- Alex Caspary (1985-1986)
- Hakan Cengiz (1997-1998)
- Mounir Chaftar (2005-2008)
- Mamam Cherif Touré (1996-1998)
- Chris (2003-heden)
- Daniyel Cimen (1994-2006)
- Geri Cipi (2003-2004)
- Saša Ćirić (2000-2002)
- Alexander Conrad (1981-1988, 1989-1991)
- Francisco Copado (2005-2006)
- Oscar Corrochano (1996-1999)
- Bum-Kun Cha (1979-1983)
- Du-ri Cha (2003-2006)

## D
- Peter Deißenberger (2000-2003)
- Vadim Demidov (2012-)
- Lajos Détári (1987-1988)
- Bakary Diakité (2002-2003)
- Mirko Dickhaut (1993-1997)
- Walter Dietrich (1925-1938)
- Thomas Doll (1993-1996)
- Tibor Dombi (1999-2000)
- Rainer Dörr (1976-1976)
- Mehmet Dragusha (2003-2005)
- Matthias Dworschak (1994-1997)

## E
- Dieter Eckstein (1988-1990)
- Johnny Ekström (1995-1997)
- Hans-Walter Eigenbrodt (1948-1965)
- Karl Eisenhofer (1962-1965)
- Rudolf Elsener (1978-1979)
- Thomas Epp (1997-1999)
- Thomas Ernst (1987-1994)
- Bernd Eufinger (1981)
- Günter Eymold (1983-1984)

## F
- Patrick Falk (1999-2001)
- Ralf Falkenmayer (1970-1987, 1989-1996)
- Stephen Famewo (2001-2003)
- Siegbert Feghelm (1966-1972)
- Martin Fenin (2008-heden)
- Michael Fink (2006-heden)
- Jan Åge Fjørtoft (1998-2001)
- Thorsten Flick (1993-1999)
- Jürgen Friedl
- Jürgen Friedrich (1963-1968)
- Holger Friz (1978-1988)
- Nico Frommer (2003-2005, 2005-2006)
- Norbert Fruck (1983-1986)
- Klaus Funk (1979-1981)
- Jan Furtok (1993-1995)
- Rob Friend (2011-2012)

## G
- Aarón Galindo (2007-2009)
- Maurizio Gaudino (1993-1994, 1995-1997)
- Marco Gebhardt (1997-2002)
- Theofanis Gekas (2010-2011)
- Giuseppe Gemiti (1997-2002)
- Frank Gerster (1998-2001)
- Patrick Glöckner (1989-1999)
- Armin Görtz (1981-1983)
- Jürgen Grabowski (1965-1980)
- Rudolf Gramlich (1929-1939, 1943-1944)
- Rigobert Gruber (1979-1981)
- Heinz Gründel (1988-1993)
- Michael Guht (1996-1997)
- Rolf-Christel Guié-Mien (1999-2002)
- Helmut Gulich (1982-1983)
- Hans-Jürgen Gundelach (1977-1989)
- Urs Güntensperger (1996-1998)
- Sven Günther (2002-2004)

## H
- Matthias Hagner (1992-1996)
- Ralf Haub (1987-1988)
- Horst Heese (1969-1973)
- Maximilian Heidenreich (1988-1989)
- Dirk Heinen (2000-2002)
- Dirk Heitkamp (1987-1989)
- Horst Heldt (1999-2001)
- Marcel Heller (2007-heden)
- Rowan Hendricks (1999-2000)
- Franciel Hengemühle (2002-2004)
- Carsten Hennig (1996-1997)
- Willi Herbert (1963-1965)
- Ingo Hertzsch (2004)
- Martin Hess (2007-heden)
- Peter Hobday (1988-1990)
- Hermann Höfer (1949-1967)
- Josef Hofmeister (1972-1973)
- Torben Hoffmann (2004-2005)
- Bernd Hölzenbein (1967-1981)
- Klaus Hommrich (1969-1970)
- Norbert Hönnscheidt (1980-1981)
- Alfred Horn (1961-1965)
- Petar Houbchev (1996-2001)
- Alexander Huber (1999-2005, 2006)
- Wilhelm Huberts (1963-1970)
- Benjamin Huggel (2005-heden)
- Markus Husterer (2004-2006)

## I
- Mohamadou Idrissou (2011-2012)
- Junichi Inamoto (2007-2009)

## J
- Paul Janes (1946)
- Olaf Janßen (1996-2000)
- Reinhard Jessl (1986-1987)
- Jermaine Jones (1995-2004, 2005-2007)
- Joachim Jüriens (1980-1984)
- Fahrudin Jusufi (1966-1970)

## K
- Josef Kaczor (1982-1983)
- Mike Kahlhofen (1980-1984)
- Jürgen Kalb (1967-1975)
- Harald Karger (1979-1983)
- Heinz Kaster (1949-1954)
- Burhanettin Kaymak (1990-1996, 1996-1999)
- Günter Keifler (1967-1971)
- Jens Keller (2002-2005)
- Jochen Kientz (1991-1994)
- David Kinsombi (2014−2016)
- Sonny Kittel (2010-2016)
- Dieter Kitzmann (1985-1988)
- Michael Klein (1989-1993)
- Thomas Klepper (1987-1990)
- Uwe Kliemann (1972-1974)
- Thomas Kloss
- André Köhler (1990-1992)
- Benjamin Köhler (2004-heden)
- Heinz-Josef Koitka (1975-1979)
- Slobodan Komljenović (1991-1997)
- Andreas Köpke (1994-1996)
- Ender Konca (1971-1973)
- Michael König (1995-1997)
- Karl-Heinz Körbel (1972-1991)
- Ümit Korkmaz (2008-heden)
- Michael Kostner (1986-1989)
- Armin Kraaz (1980-1988)
- Torsten Kracht (1999-2001)
- Dieter Krafczyk (1966-1967)
- Harald Krämer (1978-1987)
- Alfred Kraus (1935-1944, 1945-1947, 1949-1952)
- Helmut Kraus (1963-1969)
- Wolfgang Kraus (1971-1979, 1986-1987)
- Richard Kress (1954-1964)
- Markus Kreuz (2003-2004)
- Peter Krobbach (1975-1978)
- Thomas Kroth (1982-1985)
- Axel Kruse (1990-1993)
- Alexander Krük (2008-heden)
- Paweł Kryszałowicz (2000-2003)
- Fritz Kübert, Sr. (1920-1930)
- Fritz Kübert, Jr. (1952-1965)
- Michael Künast (1979-1983)
- Peter Kunter (1965-1976)
- Alexander Kutschera (1996-2001)
- Léonard Kweuke (2009-heden)
- Sotirios Kyrgiakos (2006-2008)

## L
- Srđan Lakić (2013-2014)
- Ludwig Landerer (1961-1966)
- Thomas Lasser (1985-1992)
- Georg Lechner (1964-1966)
- Thorsten Legat (1994-1995)
- Benjamin Lense (1997-1999)
- Arie van Lent (2004-2006)
- Christian Lenze (2004-2006|)
- Renato Levy (1997-1998)
- Stefan Lexa (2003-2006)
- Nikos Liberopoulos (2008-heden)
- Hans Lindemann (1969-1971)
- Dieter Lindner (1956-1971)
- Krešo Ljubičić (2007-2009)
- Werner Lorant (1978-1983)
- Alexander Lorenz (1994-1999)
- Bernd Lorenz (1974-1976)
- Markus Lösch (2000-2001)
- Stefan Lottermann (1979-1983)
- Oskar Lotz (1965-1969)
- Egon Loy (1954-1967)
- Joachim Löw (1981-1982)
- Friedel Lutz (1957-1966, 1967-1973)

## M
- Mehdi Mahdavikia (2007-heden)
- Vladimir Maljković (1999-2003)
- Evangelos Mantzios (2008)
- Edi Martini (1997-1999)
- Igor Matanović (2021-heden)
- Bodo Mattern (1983-1984)
- Sead Mehić (1997-1998)
- Alexander Meier (2004-heden)
- Andreas Menger (2001-2004)
- Steffen Menze (1996-1997)
- Radmilo Mihajlović (1993-1994)
- David Mitchell (1985-1987)
- August Möbs (1930-1939)
- Jürgen Mohr (1983-1985)
- Andreas Möller (1985-1988, 1990-1992, 2003-2004)
- Frank Möller (1991-1994)
- David Montero (2002-2003)
- Ivica Mornar (1995-1996)
- Helmut Müller (1973-1982)
- Uwe Müller (1978-1988)
- Volker Münn (1986-1988)
- Michael Mutzel (1998-2002)

## N
- Norbert Nachtweih (1977-1982, 1991-1992)
- Vivaldo Nascimento (2003-2004)
- Peter Nemeth (2001-2002)
- Willi Neuberger (1974-1983)
- Markus Neumayr (2003)
- Bernd Nickel (1967-1983)
- Oka Nikolov (1994-heden)
- Henry Nwosu (1998-1999)

## O
- Josef Obajdin (1994-1995)
- Patrick Ochs (2004-heden)
- Augustine Okocha (1992-1996)
- Yılmaz Örtülü (2001-2002)
- Norbert Otto (1981-1982)
- Aykut Özer (2011-2014)

## P
- Jürgen Pahl (1977-1987)
- Jürgen Papies (1970-1971)
- Thomas Parits (1971-1974)
- Stephan Paßlack (1994-1995)
- Tore Pedersen (1998-1999)
- Zvezdan Pejović (1996-1997)
- Marek Penksa (1992-1993, 1994-1996)
- Nikola Petković (2009-heden)
- Christian Peukert (2001-2002)
- Bruno Pezzey (1978-1983)
- Alfred Pfaff (1949-1961)
- István Pisont (1998-1999)
- Björn Pistauer (1983-1990)
- Christoph Preuß (1997-2002, 2003-2004, 2005-heden)
- Markus Pröll (2003-heden)
- Jurica Puljiz (2003-2006)

## R
- Heiko Racky
- Karel Rada (2000-2002)
- Uwe Rahn (1992-1993)
- Ralf Raps
- Jens Rasiejewski (1999-2002)
- Rainer Rauffmann (1995-1996)
- Marko Rehmer (2005-2007)
- Peter Reichel (1970-1979)
- Thomas Reichenberger (2000-2001)
- Christopher Reinhard (2000-2007)
- Thomas Reis (1990-1995)
- Thomas Reubold
- Timo Reuter (1993-1999)
- Dennis Rieth
- Thomas Rohrbach (1970-1975)
- Dietmar Rompel (1988-1989)
- Alexander Rosen (1999-2002)
- Marco Rossi (1996-1997)
- Dietmar Roth (1987-1997)
- Karl Roth
- Manfred Rudolf
- Marco Russ (2004-heden)

## S
- Bachirou Salou (1998-2000)
- Josef Sarocca (1985-1987)
- Jonathan Sawieh (1998)
- Domenico Sbordone (1995-1996)
- Lothar Schämer (1963-1973)
- Fred Schaub (1978-1981)
- Gordon Schildenfeld (2011-2012)
- Gerhardt Schildt (1949-1950)
- Dieter Schlindwein (1987-1989)
- Adam Schmitt (1935-1949)
- Edgar Schmitt (1991-1993)
- Ralf Schmitt (2000-2002)
- Sven Schmitt (1989-2003)
- Bernd Schneider (1998-1999)
- Uwe Schneider (1998-2000)
- Uwe Schreml (1982-1984)
- Frank Schulz (1987-1989)
- Markus Schupp (1995-1996)
- Alexander Schur (1995-2006)
- Franz Schütz (1925-1934)
- Pirmin Schwegler (2009-)
- Ralf Sievers (1982-1990)
- Alessandro Alvares da Silva (1992-1993)
- Antônio da Silva (1997-1999)
- Jae Won Sim (2001-2002)
- Gerd Simons (1973-1978)
- Lothar Sippel (1989-1992)
- Lothar Skala (1977-1979)
- Ervin Skela (2001-2004)
- Włodzimierz Smolarek (1986-1988)
- Franz Sobanski (1931-1932)
- Thomas Sobotzik (1990-1995, 1997-1999, 2000-2001)
- Wolfgang Solz (1958-1968)
- Giovanni Speranza (1991-2003 , 2004)
- Christoph Spycher (2005-heden)
- Klaus-Peter Stahl (1971-1972)
- Erwin Stein (1959-1966)
- Uli Stein (1987-1994)
- Markus Steinhöfer (2008-heden)
- Dragoslav Stepanović (1976-1978)
- Dieter Stinka (1958-1966)
- Damir Stojak (1998-1999)
- Winfried Stradt (1974-1977)
- Albert Streit (2001-2003, 2006-2007
- Dominik Stroh-Engel (2005-2006)
- Hans Stubb (1928-1945)
- Stefan Studer (1988-1993)
- Jan Svensson (1983-1986)
- Michael Sziedat (1980-1984)
- István Sztáni (1957-1959, 1965-1968)

## T
- Haris Tabaković (2024-
- Naohiro Takahara (2006-2007)
- Klaus Theiss (1985-1987)
- Michael Thurk (2006-2007)
- Hans Tilkowski (1967-1969)
- Marcel Titsch-Rivero (2009-2012)
- Cezary Tobollik (1983-1985)
- Dino Toppmöller (2002-2003)
- Faton Toski (2006-2010)
- Wolfgang Trapp (1977-1982)
- Martin Trieb (1982-1986)
- Horst Trimhold (1963-1966)
- Gert Trinklein (1968-1978)
- Kakhaber Tskhadadze (1992-1997)
- Juvhel Tsoumou (2003-2006, 2007-heden)
- Jean Clotaire Tsoumou-Madza (2002-2004)
- Toni Turek (1946-1947)
- Janusz Turowski (1986-1991)
- Hans-Georg Tutschek (1964-1965)

## U
- Dieter Ungewitter (1971-1972)
- Can Uzun (2024-....)

## V
- Aleksandar Vasoski (2005-heden)
- Matheus Coradini Vivian (2002-2003)

## W
- Albrecht Wachsmann (1969-1970)
- Hans-Dieter Wacker (1977-1979)
- David Wagner (1990-1991)
- Gerhard Wagner (1969-1970)
- Walter Wagner (1969-1971)
- Joachim Weber
- Ralf Weber (1989-2001)
- Richard Weber (1963-1966)
- Roland Weidle (1971-1978)
- Uwe Weigert
- Hans Weilbächer (1952-1965)
- Josef Weilbächer (1963-1965)
- Markus Weissenberger (2004-2008)
- Lars Weißenfeldt (2002-2004)
- Michael Wenczel (2001-2003)
- Rüdiger Wenzel (1975-1979)
- Christoph Westerthaler (1998-2000)
- Andree Wiedener (2002-2005)
- Franz Wieland (1950-1951)
- Günther Wienhold (1972-1978)
- Gerd Wimmer (2000-2002)
- Karl-Heinz Wirth (1965-1973)
- Manfred Wirth (1965-1971)
- Hans Wloka (1948-1957)
- Dirk Wolf (1984-1994, 1997-1998)
- Willi Wohnaut (1950-1953)
- Arthur Wunderlich (1949-1951)
- Dirk Würzburger (1979-1987)

## Y
- Chen Yang (1998-2002)
- Anthony Yeboah (1990-1995)

## Z
- Thomas Zampach (1997-2001)
- Nedijeljko Zelić (1995-1996)
- Claus-Peter Zick (1979-1981)
- Franz Zimmermann (1955)
- Jan Zimmermann (2004-heden)
- Stefan Zinnow (1998-2001)